# Larinia emertoni
Larinia emertoni – gatunek pająka z rodziny krzyżakowatych.
Gatunek ten opisany został po raz pierwszy w 2004 roku przez U.A. Gajbe i Pawana U. Gajbe na łamach „Records of the Zoological Survey of India”. Jako miejsce typowe wskazano Gandhi Smarak w Jabalpurze w Indiach. Epitet gatunkowy nadano na cześć arachnologa Jamesa Henry’ego Emertona.
Pająk ten osiąga 8,5 mm długości ciała przy karapaksie długości 2,9 mm i szerokości 2 mm oraz opistosomie (odwłoku) długości 5,6 mm i szerokości 2,3 mm. Karapaks jest brązowawożółty z jasnobrązowymi przepaskami rozchodzącymi się promieniście z głębokiej bruzdy na środku grzbietu. Oczy pary przednio-bocznej leżą znacznie bardziej z tyłu niż przednio-środkowej, a tylno-bocznej nieco bardziej z tyłu niż tylno-środkowej. Oczy par środkowych rozmieszczone są na planie ponad trzykrotnie szerszego niż długiego, węższego na przedzie trapezu. Przysadziste szczękoczułki mają cztery zęby na krawędziach przednich. Niewiele dłuższe niż szersze szczęki mają żółtawe zabarwienie. Tak długa jak szeroka warga dolna jest żółtawobrązowa. Sternum jest podługowato-owalne, brązowawożółte. Odnóża są żółtawe. Opistosoma sterczy ku przodowi ponad karapaksem. Jej wierzch jest żółtawy z ∩-kształtnym czarnym znakiem na przedzie śródgrzbiecia, trzema drobnymi, czarnymi kropkami, czarnym tylnym końcem i przyciemnionym pasem od ∩-kształtnej plamki do owego końca. Na spodzie brak jest znaków.
Pajęczak orientalny, endemiczny dla Indii, znany tylko ze stanu Madhya Pradesh.